# Кумаран Ашан
 Кумаран Ашан  (Малаялам:കുമാരനാശാന്) (12 квітня 1873, Каїккара, Південний Траванкор, Британська Індія — 16 січня 1924) — індійський поет і соціальний реформатор у штаті Керала. Він був учнем Шрі Нарайана Гуру, визначного духовного лідера Індії.

## Біографія

### Освіта
Отримав традиційну освіту у селі, де народився. Вивчав санскрит у Бангалурі. Навчався в університеті у Калькутті.

### Громадська діяльність

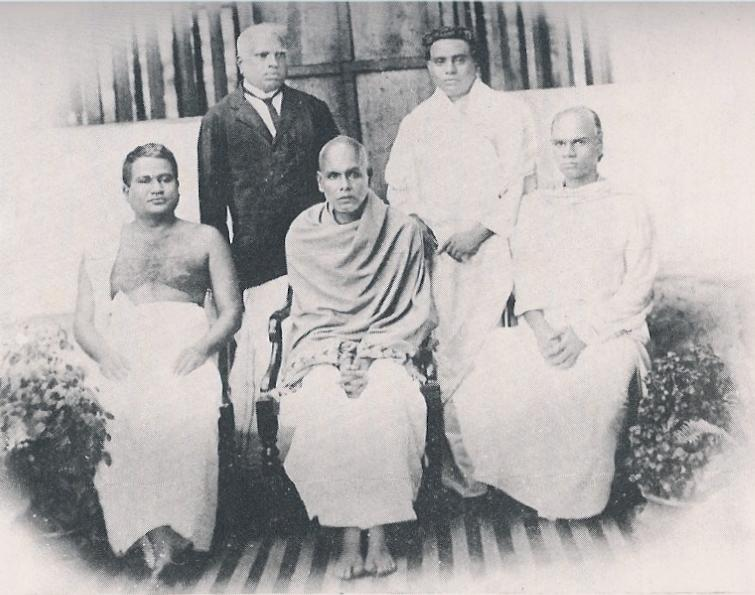
Кумаран Ашан (стоїть ліворуч) із Шрі Нараяна Гуру (сидить у центрі).

## Творчість

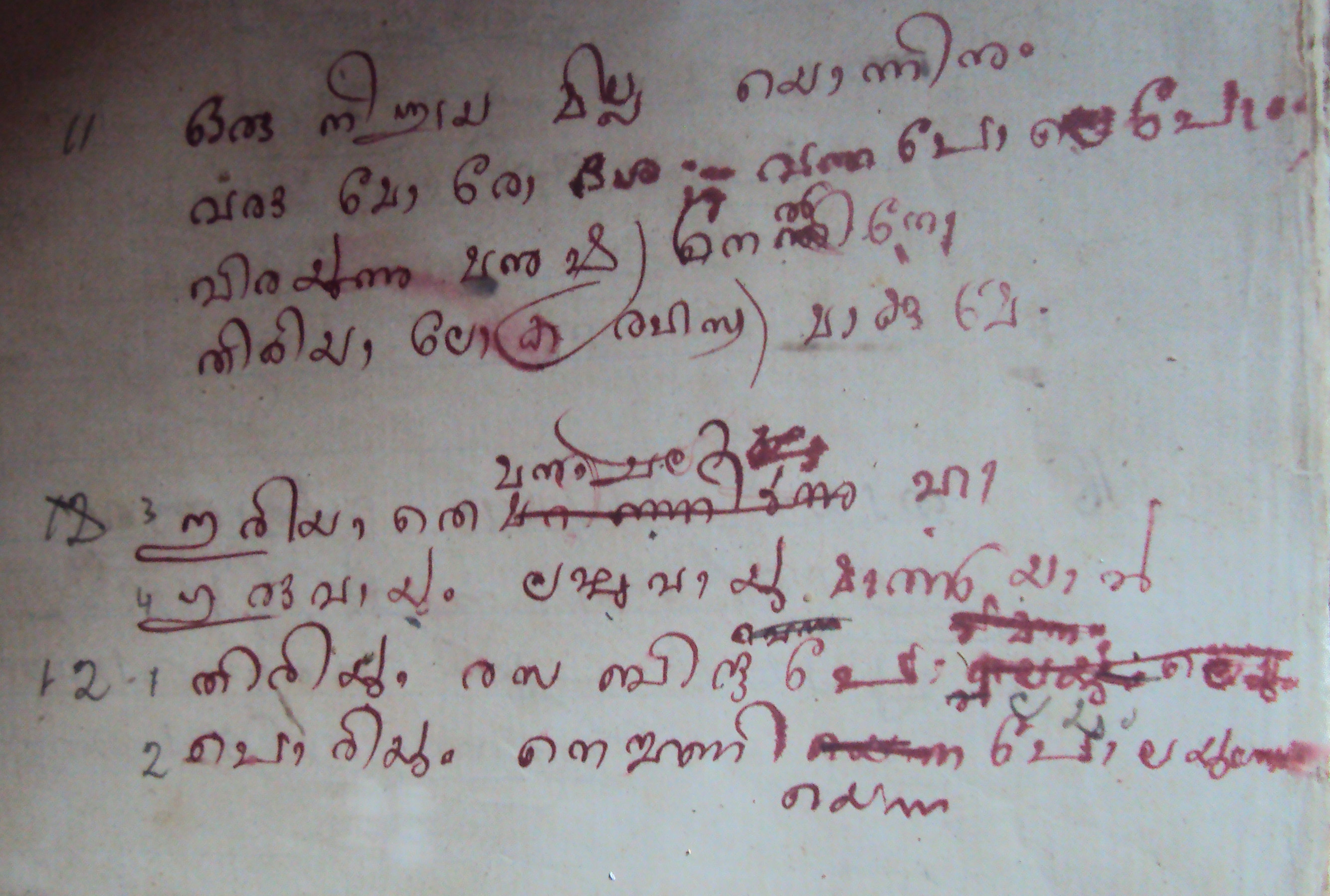
Автограф Кумаран Ашана із його записника, що зберігається в Національному інституті культури його імені у Тоннаккалі (Thonnakkal)

Вважається, що Кумаран Ашан здійснив справжню революцію у поетичній традиції мовою малаялам. Поема «Квітка, що зів'яла» була незвичною не лише за формою та віршем, але й за відображеною в ній художньою свідомістю, за метафоричністю глибокого символічного рівня. Переосмислюючи основи історичного буття, поділяючи положення індуїзму та буддизму,— серед іншого концепції карми, сансари та ін.,— поет спонукав людей усвідомити кінечність земного життя, стислість миті індивідуального буття, закликав використовувати цю мить з усієї духовно-моральної повнотою. Тема духовної величі людини, піднесеної любові і скромної мужності перед нищівними силами Часу і Смерті — головний зміст поезії Ашана, що стала одним з видатних явищ культури того часу.
До 1909 року займався перекладами творів світової класики на мову малаялам. Надалі — автор оригінальних поетичних творів.
Найвідоміші: «Квітка, що зів'яла» (1908), «Наліні» (1911), «Ліла» (1913), «Сіта» (1920), «Милосердя» (1924).